# Macropanesthia mackerrasae
Macropanesthia mackerrasae är en kackerlacksart som beskrevs av Roth, L. M. 1977. Macropanesthia mackerrasae ingår i släktet Macropanesthia och familjen jättekackerlackor. Inga underarter finns listade i Catalogue of Life.